# Pierre-François Bouchard
Pierre-François Bouchard (ur. 29 kwietnia w Orgelet 1772, zm. 5 sierpnia w Givet 1832) – francuski porucznik wojsk inżynieryjnych.
Znany dzięki odkryciu Kamienia z Rosetty w egipskim mieście portowym Rosetta (obecnie Raszid) 15 lipca 1799.

## Życiorys
Pierre-François Bouchard był synem mistrza stolarskiego z gór Jury. W roku 1793 trafił do wojska i w Paryżu otrzymał rangę grenadiera, a następnie został pilotem sterowca w Meudon, pod rozkazami Contégo. Już po przekroczeniu limitu wieku jako pilot sterowca został przyjęty do Szkoły Politechnicznej i jako elew przybył do Egiptu, do Komisji Nauki i Sztuki. Po zdaniu w Kairze egzaminu końcowego w wieku 27 lat został mianowany porucznikiem wojsk inżynieryjnych w mieście Rosetta, żeby zbudować tam twierdzę obronną na lewym brzegu Nilu. Bouchard kazał usunąć fundamenty starej egipskiej fortecy datowanej na XV wiek, podczas prac, 15 lipca, jego ludzie odkryli blok czarnego granitu około 1 m wysokości, 73 cm szerokości i 27 cm grubości, a na nim teksty w trzech różnych pismach.